# Оријент (Илиноис)
Оријент (енгл. Orient) град је у америчкој савезној држави Илиноис. По попису становништва из 2010. у њему је живело 358 становника.

## Демографија
Према попису становништва из 2010. у граду је живело 358 становника, што је 62 (20,9%) становника више него 2000. године.
| Група             | 2000.       | 2010.       |
| Белци             | 295 (99,7%) | 344 (96,1%) |
| Афроамериканци    | 1 (0,3%)    | 0 (0,0%)    |
| Азијати           | 0 (0,0%)    | 0 (0,0%)    |
| Хиспаноамериканци | 0 (0,0%)    | 8 (2,2%)    |
| Укупно            | 296         | 358         |